# Phil Lord és Christopher Miller
Philip Anderson Lord (Miami, 1975. július 12. –) és Christopher Robert Miller (Everett, 1975. szeptember 23. –) Oscar-díjas amerikai filmkészítő duó. 
A Dartmouth College-ban ismerkedtek meg, és leginkább a Derült égből fasírt (2009) és A Lego-kaland (2014) című animációs filmek rendezői és írói munkásságáról, valamint a 21 Jump Street – A kopasz osztag (2012) és a folytatása, a 22 Jump Street – A túlkoros osztag (2014) című élőszereplős vígjátékok rendezőjeként ismertek. A Pókember: Irány a Pókverzum! (2018) producereiként a legjobb animációs filmnek járó Oscar-díjat is elnyerték, amelynek társszerzője Lord volt. 
Társproducerei voltak Az utolsó ember a Földön (2015–2018) című televíziós sorozatnak (2017–2020).

## Életpályájuk
A The New York Times szerint Lord Miamiból származik, édesanyja kubai származású pszichológus, édesapja pedig a repülésből vonult nyugdíjba, előtte pedig 10 évig egy táncegyüttest, a Fusiont irányította. Miller Seattle környékéről származik, ahol apja egy fűrészüzemet vezet.
Lord és Miller mindketten rövidfilmek készítésével nőttek fel, és az animációhoz kötődtek. Az egyetemen mindkettőjüknek külön rovata volt az iskolai újságban, a The Dartmouthban. Lord az Amarna, egy koedukált egyetemi társaság tagja volt, míg Miller az Alpha Chi Alpha testvérisége volt. Az egyetemi évek alatt Christopher megismerkedett barátnőjével, jelenlegi feleségével.
A Dartmouthban töltött idő alatt az iskola újságjában megjelent egy profil Millerről, ami felkeltette a Disney akkori elnökének, Michael Eisnernek a figyelmét. Lord szerint Eisner felhívta a Disney vezetői társai figyelmét a profilra, akik ezután felajánlották, hogy összehoznak egy találkozót Millerrel. Miller beleegyezett a találkozóba, amennyiben Lordot is magával vihette. Három hónap múlva Los Angelesbe költöztek, és egy találkozó után kétéves fejlesztői szerződést ajánlottak nekik a Walt Disney Television Animationnél.

## Filmográfia

### Film
| Év   | Magyar cím                               | Eredeti cím                          | Feladatkör        | Feladatkör | Feladatkör                 |
| Év   | Magyar cím                               | Eredeti cím                          | Rendező           | Író        | Producer                   |
| ---- | ---------------------------------------- | ------------------------------------ | ----------------- | ---------- | -------------------------- |
| 2008 | Amit máris tudni akarsz a szexről        | Extreme Movie                        | Nem               | Igen       | Vezető (nincs feltüntetve) |
| 2009 | Derült égből fasírt                      | Cloudy with a Chance of Meatballs    | Igen              | Igen       | Vezető (nincs feltüntetve) |
| 2012 | 21 Jump Street – A kopasz osztag         | 21 Jump Street                       | Igen              | Nem        | Nem                        |
| 2013 | Derült égből fasírt 2. – A második fogás | Cloudy with a Chance of Meatballs 2' | Nem               | sztori     | Vezető                     |
| 2014 | A Lego-kaland                            | The Lego Movie                       | Igen              | Igen       | Vezető (nincs feltüntetve) |
| 2014 | 22 Jump Street – A túlkoros osztag       | 22 Jump Street                       | Igen              | Nem        | Vezető                     |
| 2016 | Gólyák                                   | Storks                               | Nem               | Nem        | Vezető                     |
| 2017 | Brigsby mackó                            | Brigsby Bear                         | Nem               | Nem        | Igen                       |
| 2017 | Lego Batman – A film                     | The Lego Batman Movie                | Nem               | Nem        | Igen                       |
| 2017 | A Lego Ninjago film                      | The Lego Ninjago Movie               | Nem               | Nem        | Igen                       |
| 2018 | Solo: Egy Star Wars-történet             | Solo: A Star Wars Story              | Nincs feltüntetve | Nem        | Vezető                     |
| 2018 | Apróláb                                  | Smallfoot                            | Nem               | Nem        | Vezető                     |
| 2018 | Pókember: Irány a Pókverzum!             | Spider-Man: Into the Spider-Verse    | Nem               | Phil Lord  | Igen                       |
| 2019 | A Lego-kaland 2.                         | The Lego Movie 2: The Second Part    | Nem               | Igen       | Igen                       |
| 2021 | A Mitchellék a gépek ellen               | The Mitchells vs. the Machines       | Nem               | Nem        | Igen                       |
| 2021 | Amerika: A mozgókép                      | America: The Motion Picture          | Nem               | Nem        | Igen                       |
| 2023 | Kokainmedve                              | Cocaine Bear                         | Nem               | Nem        | Igen                       |
| 2023 | Pókember: A pókverzumon át               | Spider-Man: Across the Spider-Verse  | Nem               | Igen       | Igen                       |
| 2023 | Kivert kutyák                            | Strays                               | Nem               | Nem        | Igen                       |

## Filmjeikben szereplő színészek
Az alábbi lista a Lord és Miller által rendezett, gyártott és/vagy írt filmekben és tévéműsorokban visszatérő színészek listáját tartalmazza.
|                  | Clone High | Amit máris tudni akarsz a szexről | Derült égből fasírt | 21 Jump Street – A kopasz osztag | Derült égből fasírt 2. – A második fogás | A Lego-kaland | 22 Jump Street – A túlkoros osztag | Az utolsó ember a Földön | Atyám, Zorn! | Lego Batman – A film (2017) | A Lego Ninjago film | Pókember: Irány a Pókverzum! | A Lego-kaland 2. | A Mitchellék a gépek ellen | Amerika: A mozgókép |
| ---------------- | ---------- | --------------------------------- | ------------------- | -------------------------------- | ---------------------------------------- | ------------- | ---------------------------------- | ------------------------ | ------------ | --------------------------- | ------------------- | ---------------------------- | ---------------- | -------------------------- | ------------------- |
| Will Forte       | Igen       | Igen                              | Igen                |                                  | Igen                                     | Igen          | Igen                               | Igen                     |              |                             |                     |                              | Igen             |                            | Igen                |
| Michael Cera     |            | Igen                              |                     |                                  |                                          |               |                                    |                          |              | Igen                        |                     |                              |                  |                            |                     |
| Bill Hader       |            |                                   | Igen                |                                  | Igen                                     |               | Igen                               |                          |              |                             |                     |                              |                  |                            |                     |
| Anna Faris       |            |                                   | Igen                |                                  | Igen                                     |               | Igen                               |                          |              |                             |                     |                              |                  |                            |                     |
| Jake Johnson     |            |                                   |                     | Igen                             |                                          | Igen          |                                    |                          |              |                             |                     | Igen                         |                  |                            |                     |
| Jonah Hill       |            |                                   |                     | Igen                             |                                          | Igen          |                                    |                          |              |                             |                     | Igen                         |                  |                            |                     |
| Nick Offerman    |            |                                   |                     | Igen                             |                                          | Igen          | Igen                               |                          |              |                             |                     |                              | Igen             |                            |                     |
| Channing Tatum   |            |                                   |                     | Igen                             |                                          | Igen          | Igen                               |                          |              | Igen                        |                     |                              | Igen             |                            | Igen                |
| Jason Sudeikis   |            |                                   |                     |                                  |                                          |               |                                    | Igen                     | Igen         |                             |                     |                              |                  |                            |                     |
| Kristen Schaal   |            |                                   |                     |                                  | Igen                                     |               |                                    | Igen                     |              |                             |                     |                              |                  |                            |                     |
| Johnny Pemberton |            |                                   |                     | Igen                             |                                          |               | Igen                               |                          | Igen         |                             |                     |                              |                  |                            |                     |
| Will Arnett      |            |                                   |                     |                                  |                                          | Igen          |                                    |                          |              | Igen                        |                     |                              | Igen             |                            |                     |
| Jorma Taccone    |            | Igen                              |                     |                                  |                                          | Igen          |                                    |                          |              |                             |                     | Igen                         | Igen             |                            |                     |
| Rob Riggle       |            |                                   |                     | Igen                             |                                          |               | Igen                               |                          | Igen         |                             |                     |                              |                  |                            |                     |
| Abbi Jacobson    |            |                                   |                     |                                  |                                          |               |                                    |                          |              |                             | Igen                |                              |                  | Igen                       |                     |
| Maya Rudolph     |            |                                   |                     |                                  |                                          |               |                                    |                          |              |                             |                     |                              | Igen             | Igen                       |                     |
| Jason Mantzoukas |            |                                   |                     |                                  |                                          |               |                                    |                          |              | Igen                        |                     |                              |                  |                            | Igen                |
| Olivia Munn      |            |                                   |                     |                                  |                                          |               |                                    |                          |              |                             | Igen                |                              |                  |                            | Igen                |
| Andy Samberg     |            | Igen                              | Igen                |                                  | Igen                                     |               |                                    |                          |              |                             |                     |                              |                  |                            | Igen                |
| Neil Flynn       | Igen       |                                   | Igen                |                                  |                                          |               |                                    |                          |              |                             |                     |                              |                  |                            |                     |

## Fordítás
- Ez a szócikk részben vagy egészben  a   Phil Lord and Christopher Miller című angol Wikipédia-szócikk fordításán alapul.  Az eredeti cikk szerkesztőit annak laptörténete sorolja fel. Ez a jelzés csupán a megfogalmazás eredetét és a szerzői jogokat jelzi, nem szolgál a cikkben szereplő információk forrásmegjelöléseként.